# Calao de Mindanao
Penelopides affinis
Espèce
Statut de conservation UICN

 LC  : Préoccupation mineure
Statut CITES
Le Calao de Mindanao (Penelopides affinis) est une espèce d'oiseaux de la famille des Bucerotidae.

## Sous-espèces
D'après Alan P. Peterson, cette espèce est constituée des deux sous-espèces suivantes :
- Penelopides affinis affinis Tweeddale 1877 : îles Dinagat et Mindanao
- Penelopides affinis basilanicus Steere 1890 : Basilan